# واکر اسکوبل
واکر اسکوبل (انگلیسی: Walker Scobell؛ زادهٔ ۵ ژانویهٔ ۲۰۰۹) بازیگر آمریکایی است. او در سال ۲۰۲۲ در فیلم‌های اکشن کمدی پروژه آدام و مقر مخفی ایفای نقش کرد. او در سال ۲۰۲۳ نقش شخصیت عنوان پرسی جکسون در مجموعهٔ فانتزی پرسی جکسون و المپ‌نشینان را عهده‌دار شد.

## زندگی و حرفه
اسکوبل در ۵ ژانویه ۲۰۰۹ در ویرجینیا بیچ، ویرجینیا در خانواده‌ای نظامی به دنیا آمد. او خواهر بزرگتری و برادر کوچکتری دارد. اسکوبل در کلرادو زندگی کرد تا اینکه خانواده به فیرویو، پنسیلوانیا (جایی که والدینش بزرگ شدند) نقل مکان کردند. او هنگام حضور در مدرسه ابتدایی در کلاس نمایش شرکت کرد. او به مدرسه راهنمایی فیرویو رفت و در نمایش تئاتر مدرسه مری پاپینز به ایفای نقش پرداخت. مدت کوتاهی پس از آن، او در کارگاه بازیگری جان دآکینو شرکت کرد، یک مدیر برنامه به دست آورد و با یک آژانس قرارداد امضا کرد. اسکوبل زمانی که مسافرت یا سر صحنه نیست، به دبیرستان فیرویو می‌رود.
اسکوبل در اوت ۲۰۲۰ برای ایفای نقش نسخه جوانتر شخصیتِ رایان رینولدز در فیلم پروژه آدام از شبکهٔ نتفلیکس تست داد. او یکی از صدها کودکی بود که برای این نقش تست داده بودند. تقلید رینولدز باعث شد که او نخستین نقش بازیگری خود را کسب کند. اسکوبل به مصاحبه‌کنندگان گفت که تماشای چندین بارهٔ فیلم ددپول رینولدز در دوران رشد به توانایی تقلید رینولدز کمک کرده است. این فیلم در مارس ۲۰۲۲ منتشر شد. اسکوبل برای اجرای خود مورد تحسین قرار گرفت. همان‌طور که یک منتقد گفته، «تعامل اسکوبل و رینولدز بر روی صفحه نمایش عالی و شگفت‌انگیز است» زیرا اسکوبل نسخه جوان‌تر کاملی از رینولدز و رینولدز هم نسخه قدیمی‌تر کاملی از اسکوبل را به تصویر می‌کشد.
اسکوبل در کنار اوون ویلسون در فیلم مقر مخفی بازی کرد. این فیلم در اوت ۲۰۲۲ از پارامونت پلاس منتشر شد.
چند ماه پیش از اکران پروژه آدام، اسکوبل برای نقش پرسی جکسون در مجموعهٔ پرسی جکسون و المپ‌نشینان از شبکهٔ دیزنی پلاس تست داد. نویسنده مجموعه، ریک ریوردن، گفته که اسکوبل «ما را با نوارهای تست بازیگری خود برای نقش پرسی شگفت‌زده کرد.» بازیگران مجموعه چند ماه بعد، در آوریل ۲۰۲۲ به‌طور عمومی اعلام شدند. این مجموعه نخستین بار در ۲۰ دسامبر ۲۰۲۳ پخش شد.

## فیلم‌شناسی

### فیلم
| سال  | عنوان      | نقش             | توضیحات |
| ---- | ---------- | --------------- | ------- |
| ۲۰۲۲ | پروژه آدام | آدام رید (جوان) |         |
| ۲۰۲۲ | مقر مخفی   | چارلی کینکید    |         |
| TBA  | Blood Knot |                 | [ ۲۳ ]  |

### تلویزیون
| سال        | عنوان                   | نقش        | توضیحات  |
| ---------- | ----------------------- | ---------- | -------- |
| ۲۰۲۳–اکنون | پرسی جکسون و المپ‌نشینان | پرسی جکسون | نقش اصلی |